# Qarxun, Nakhchivan
Qarxun là một đô thị ở huyện Sharur, Nakhchivan, Azerbaijan.Đô thị này nằm gần đường cao tốc Sharur-Nakhchivan, cách huyện 3 km,trên bờ phải của sông Arpachay. Dân cư sống bằng việc trồng ngũ cốc, trồng rau, trồng củ cải đường và chăn nuôi.Đô thị này có dân số 1.924 người.(2005)